# Mojados
Mojados est une commune de la province de Valladolid dans la communauté autonome de Castille-et-León en Espagne.

## Sites et patrimoine

### Patrimoine religieux
- Église San Juan
- Église Santa María
- Chapelle Nuestra Señora de Luguillas

### Patrimoine civil
- Hôtel de ville
- Pont Vieux
- Fontaine del caño
- Maison du Comte Patilla

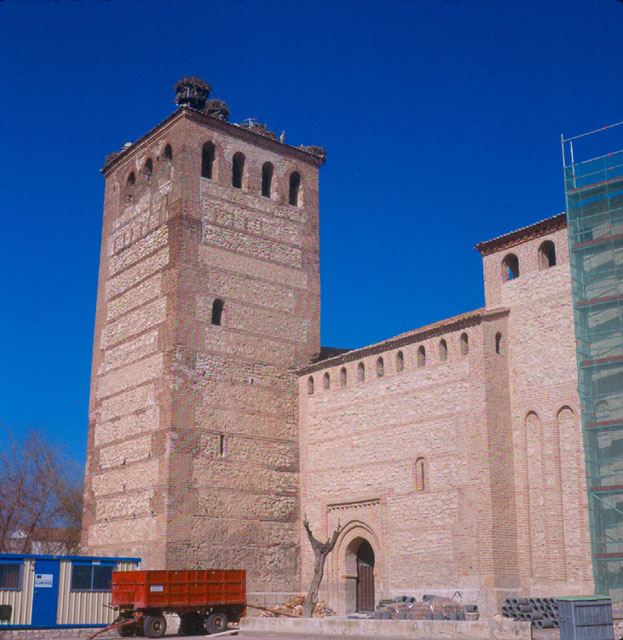
Église San Juan. Fondation Joaquín Díaz.
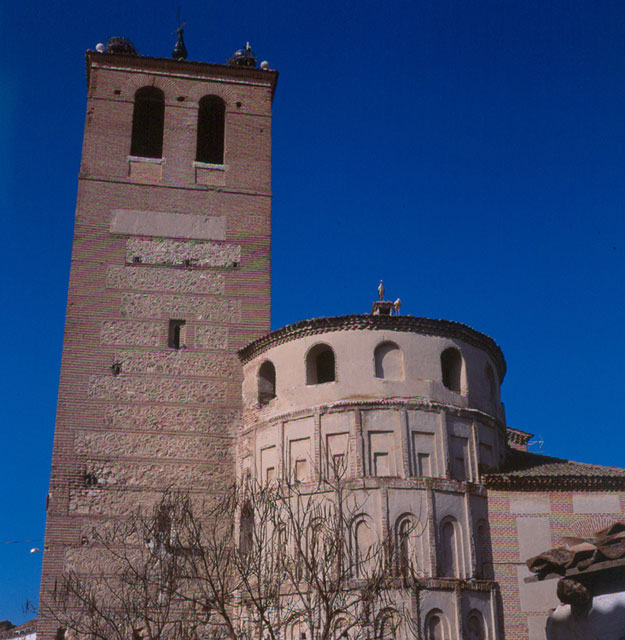
Église Santa María. Fondation Joaquín Díaz.